# There's Something in the Barn
There's Something in the Barn és una pel·lícula de comèdia de terror noruega del 2023 protagonitzada per Martin Starr, Amrita Acharia i Kiran Shah. Dirigida per Magnus Martens i escrita per Aleksander Kirkwood Brown.
Es va estrenar el 23 de setembre de 2023 al Fantastic Fest i es va estrenar a Noruega el 10 de novembre de 2023, amb crítiques positives. Ha estat subtitulada al català.

## Sinopsi
Una família nord-americana que, després de traslladar-se a Noruega, es troba amb elfs assassins.

## Repartiment
- Martin Starr com a Bill Nordheim
- Amrita Acharia com a Carol Nordheim
- Kiran Shah com elf principal
- Townes Bunner com a Lucas Nordheim
- Zoe Winther-Hansen com a Nora Nordheim
- Calle Hellevang Larsen com a Tor Åge
- Henriette Steenstrup com a Liv
- Jeppe Beck Laursen com a Raymond
- Eldar Vågan com a Erik
- Marianne Jonger com a Bente
- Claire Dore com a Jess
- Paul Monaghan com elf vell

## Rodatge
El rodatge es va dur a terme del 24 d'octubre a finals de novembre de 2022 a Noruega, amb la meitat de la pel·lícula rodada en escenaris a Lituània. A causa de les nevades limitades durant aquest temps, Starr va dir que s'havia de portar neu amb un camió carregat per aconseguir la visió que es necessitava pel film.